# José Carlos Adán
José Carlos Adán (Vigo, 22 de julio de 1967) es un atleta español, ya retirado especialista en el fondo y en las pruebas de campo a través, destacó a partir de finales de los ochenta y durante toda la década de los noventa. Compañero de fatigas de atletas como Abel Antón, Martín Fiz, Antonio Serrano o el también gallego Alejandro Gómez entre otros.

## Palmarés internacional
- 32 veces internacional con España.
- Medalla de Bronce por equipos en el mundial de Cross de Amberes 1991.
- Medalla de Bronce por equipos en el mundial de Cross de Durhan 1995.
- Medalla de Oro por equipos en el europeo de Cross de Thun 2001.
- Medalla de Plata por equipos en el europeo de Cross Alnwick 1994.
- Medalla de Plata por equipos en el europeo de Cross Malmoe 2000.
- Medalla de Bronce por equipos en el europeo de Cross Alnwick 1995.
- Ganador del Trofeo Ibérico celebrado en Guecho en mayo de 1993 sobre 10000 metros con una marca de 27'59"49
- 3.º en la Copa de Europa Superliga Roma 1993 con una marca de (28:16.19).
- 6.º en la final de 5.000 m del europeo de Helsinki 1994 (13:39.16).
- 4.ª posición en el Campeonato de Europa de Cross en Alwick 1994
- 6.ª posición en el Campeonato de Europa de Cross en Malmöe 2000
- 7.ª posición en el campeonato de Europa de Cross de Thun 2001(28.13).
- 16.ª posición en la final de 10 000 m del mundial de atletismo de Stuttgart 1993 con una marca de (30:04.34).
- 18.ª posición en el mundial de Cross de Durhan 1995.
- 19.ª posición en el Mundial de Cross júnior de Neuchâtel 1986(24:08.6).
- 25.ª posición en el mundial de Cross de Amberes 1991 (34:56).
- 27.ª posición en el mundial de Cross de Belfast 1999 (41:25).
- 28.ª posición en el mundial de Cross de Boston 1992 (38:00).
- 38.ª posición en el mundial de Medio Maratón de Bristol 2001 (1:03:33).
- 52.ª posición en el mundial de Media Maratón en Kosice 1997 ( 1:03:15 )
- 50.ª posición en el mundial de Cross de Ostende 2001 (42:08).
- 57.ª posición en el Mundial de Cross Dublín 2002 (37:26)
- 58.ª posición en el mundial de Cross de Stanvanger 1989 (42:12).
- 80.ª posición en el mundial de Cross de Turín 1997 (37:39).
- 153.ª posición en el mundial de Cross de Aix-les-Bains 1990(37:07).
- Participó en los Juegos Olímpicos de Barcelona, siendo eliminado en la primera eliminatoria con una marca de 28:50.38.

## Palmarés nacional
- Campeón de España de Cross en 1994

## Mejores marcas
- 5000 m lisos 13:19.71 obtenida el 5 de junio de 1993, en Sevilla es el actual récord de Galicia.
- 10.000m lisos 27:59:49 obtenida el 2 de mayo de 1993 en Guecho.
- Media Maratón 1h03:15 obtenida el 4 de octubre de 1997 en Kosice.
- Maratón 2h15:06 obtenida el 2 de noviembre de 1997 en Ámsterdam.